# Житнівка
Житні́вка — село в Україні, у Камінь-Каширській громаді Камінь-Каширського району Волинської області. Населення становить 482 осіб.

## Географія
Село розташоване на лівому березі річки Стохід.

## Історія
До 7 серпня 2018 року село входило до складу Боровненської сільської ради Камінь-Каширського району Волинської області.
До 2020 року перебувало в складі Гуто-Боровенської сільської територіальної громади Камінь-Каширського району Волинської області.

## Населення
Згідно з переписом УРСР 1989 року чисельність наявного населення села становила 387 осіб, з яких 176 чоловіків та 211 жінок.
За переписом населення України 2001 року в селі мешкало 480 осіб.

### Мова
Розподіл населення за рідною мовою за даними перепису 2001 року:
| Мова       | Відсоток |
| ---------- | -------- |
| українська | 99,79 %  |
| білоруська | 0,21 %   |

## Відомі люди
- Смітюх Григорій Євдокимович (нар. 1961 р.) — Народний депутат України.
- Смітюх Іван Євдокимович — ексголова Ковельської РДА[7].
- Смітюх Василь Євдокимович
- Мельник Микола Іванович (1975-2023) – солдат Збройних Сил України, учасник російсько-української війни. Загинув 15 грудня 2023 року в Луганській області. Похований 19 грудня 2023 року на місцевому кладовищі села Житнівка.